# 10483 Tomburns
A 10483 Tomburns (ideiglenes jelöléssel 1983 RP2) a Naprendszer kisbolygóövében található aszteroida. Edward L. G. Bowell fedezte fel 1983. szeptember 4-én.